# セイヨウフウチョウソウ
セイヨウフウチョウソウ Tarenaya hassleriana はフウチョウソウ科の植物の1つ。蝶が舞う姿にも似た美しい花を咲かせる草本で、観賞用に栽培され、また日本でも逸出帰化している。

## 特徴

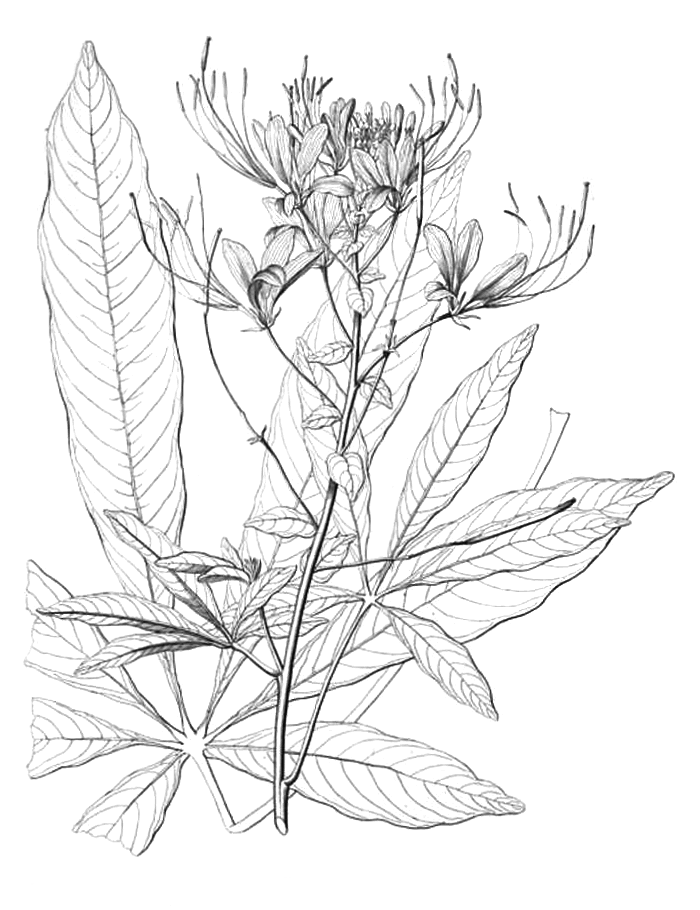
図版

一年生の草本で、茎は真っ直ぐに立ち上がる。茎はまばらに分枝して高さ80-100cmに達する。茎や葉柄には一面に腺毛がある。葉は互生し、長い柄があり、葉身は5-7個の小葉からなる掌状複葉。小葉には柄がなく、長楕円状披針形で長さ10cmほどで縁は滑らか。また葉柄の基部に托葉が棘状になったものが出る。
花期は夏で茎の先端部分に総状花序をつける。花茎の基部には単葉の苞葉がある。萼片は線形で4個。花弁は4枚で、広がった部分は倒卵形で、その基部に柄のような細くなった部分(爪という)がある。花弁の色は桃色か白で、下から順々に咲く。雄蘂も4本で、これが長く突き出るのでその花の様子は『チョウの舞う姿を連想させる』。開花するのは夕方で、個々の花は2日でしおれる。果実が熟するまでに子房の柄が伸び、花時に4cmだったものが6cmに達する。果実は果実の柄はその大半が子房の柄であり、花の柄との境界部に萼や花弁が枯れて残る。それらを合わせて10cmにもなる柄の先に細長い蒴果が着き、果実そのものの長さも5-7cmに達し、その姿は独特である。果実は熟すと果皮が2つに裂け、種子を飛散させる。
学名の種小名は人名に由来する。和名の別名にはクレオメソウがある。また園芸方面ではクレオメも使われ、これらはいずれも下に述べるように長くこの種が属しているものと扱われていた属の名に基づく。英名は spider flower である。

## 分類
本種は長く Cleome という属に含めて、C. hassleriana の名で呼ばれてきた。この属の植物は約250種あり、そのうちの100種以上は熱帯アメリカ産で、65種以上がアフリカから西アジアに産する。日本近辺に自生するものはない。日本には本種の他にアフリカフウチョウソウ C. rutidosperma やヒメフウチョウソウ C. viscosa が帰化種として発見されているが、いずれも本種よりずっと花の小さいものである。
また本種の学名は古くは C. spinosa が用いられてきたが、これは中央アメリカ産の別種である由。しかし近年のこの群の系統分類の成果から属を分け、上記の学名とする説が出された。この記事ではYListに従い、この学名を採った。

## 分布
原産地は熱帯アメリカで、メキシコからペルーにかけてである。
世界中で広く栽培され、各地の熱帯域で帰化している。日本に入ったのは明治の初期、1870年代とされ、現在では本州以南で帰化し、路傍や河川敷に野生化した姿で見られる。

## 利用
観賞用に花壇で栽培される。日本では夏から秋まで長い期間にわたって開花して楽しめる。移植を嫌い、直播きで育てる。放置してもこぼれ種で翌年も出てくるという。ただし水揚げは悪く、切り花には向かない。
改良品種としてピンク・クイーン Pink Queen という品種は開花初日はピンクで2日目には白くなり、従って花穂がピンクと白の2段色分けになる。日本には大正初期に渡来したものである。

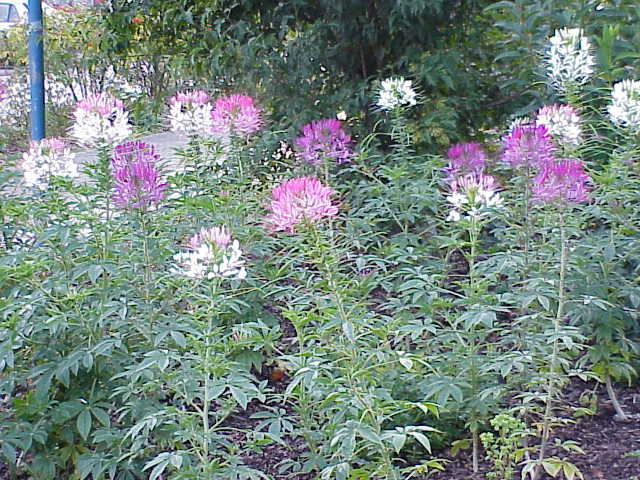
集団で開花する様子
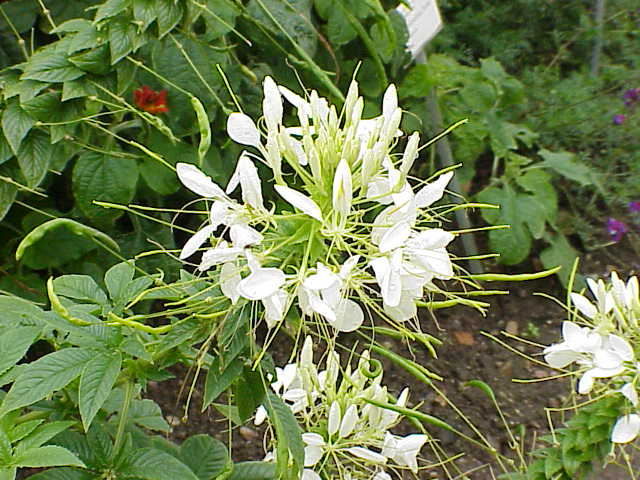
白い花
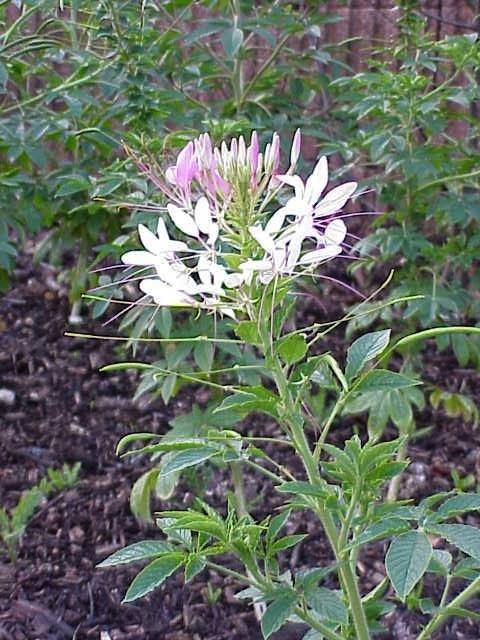
二色品